# Filialkirche Oberhausen

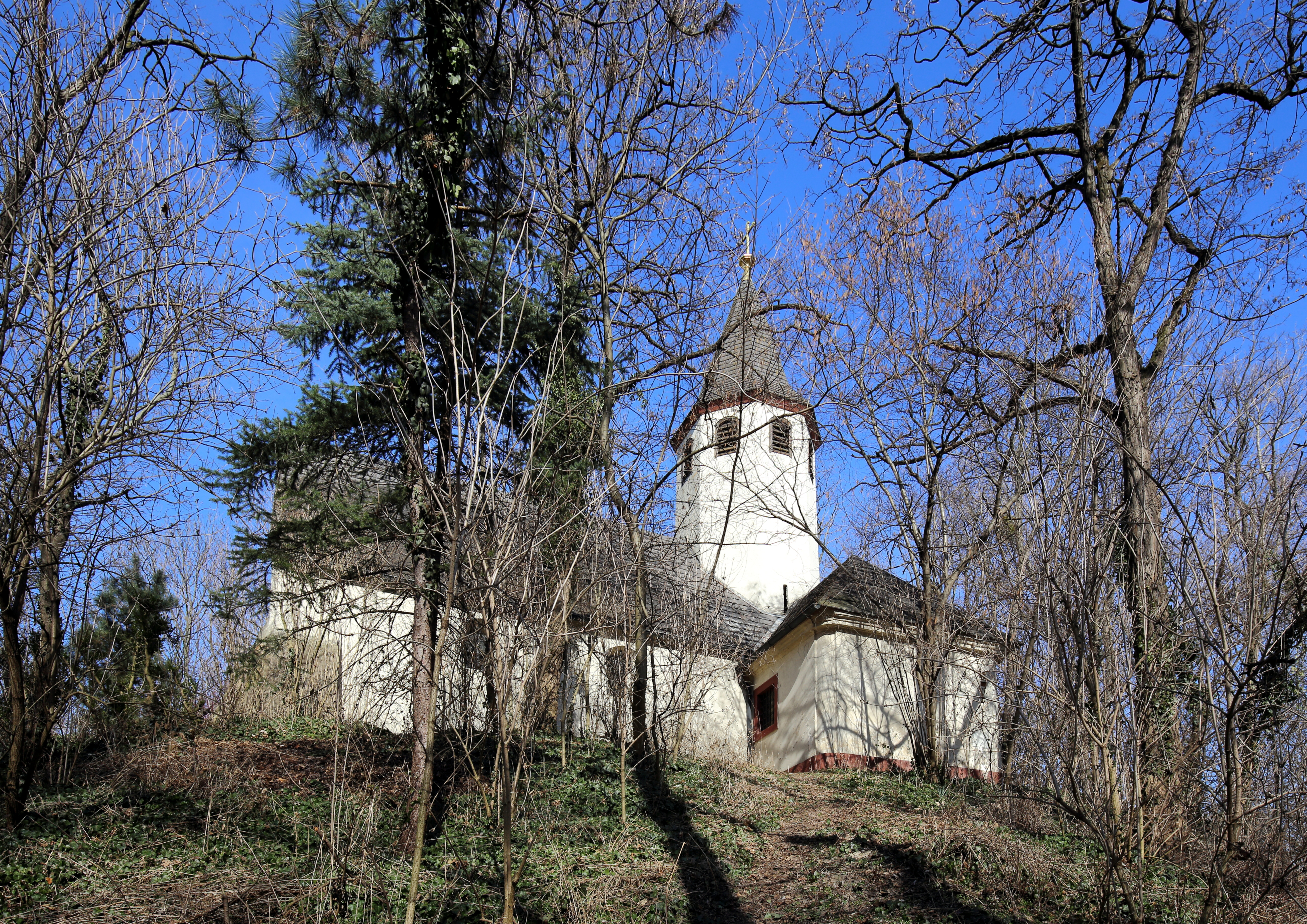
Filialkirche hl. Johannes der Täufer in Oberhausen

Die römisch-katholische Filialkirche Oberhausen steht im Ortsteil Oberhausen in der Gemeinde Groß-Enzersdorf im Bezirk Gänserndorf in Niederösterreich. Sie ist dem heiligen Johannes der Täufer geweiht und gehört zur Pfarre Probstdorf im Dekanat Marchfeld im Vikariat Unter dem Manhartsberg der Erzdiözese Wien. Das Bauwerk steht unter Denkmalschutz (Listeneintrag).

## Lagebeschreibung
Die Kirche steht auf einer Erdsubstruktion, die von einer mittelalterlichen Hausberganlage stammt. Später war diese wahrscheinlich ein Vorwerk des großen Hausberges, auf dem Schloss Sachsengang steht.

## Geschichte
1544 wird erstmals urkundlich eine Filiale der Pfarre Groß-Enzersdorf genannt. Die heutige Kirche wurde in den Jahren 1650 bis 1653 errichtet und 1964 restauriert.

## Architektur

### Kirchenäußeres
Die Kirche ist ein schlichter barocker Bau mit geglätteter Fassade. Das Langhaus ist niedrig und weist kleine Rundbogenfenster auf. Über dem Chor befindet sich der achteckige Ostturm mit kleinen Schallfenstern. Darüber ist ein Pyramidenhelm.

### Kircheninneres
Das einschiffige Langhaus ist tonnengewölbt. Der quadratische Chor ist etwas schmäler. Darüber befindet sich Kreuzgratgewölbe. Südlich schließt die kreuzgratgewölbte Sakristei an den Chor an.

## Ausstattung
Die barocke Einrichtung ist einheitlich und stammt vom Ende des 17. Jahrhunderts. Auf dem Altarbild des Hochaltares ist der heilige Johannes der Täufer abgebildet. Es stammt vom Anfang des 18. Jahrhunderts. Auf dem linken Seitenaltar befindet sich ein Mariahilf-Bild aus der ersten Hälfte des 18. Jahrhunderts. Das Altarbild des rechten Seitenaltares zeigt den heiligen Johannes Nepomuk, ebenfalls aus der ersten Hälfte des 18. Jahrhunderts.

## Orgel
Die Orgel stammt aus dem Jahr 1913 von Orgelbauer Johann M. Kauffmann.